# Ante Mate Ivandić
Ante Mate Ivandić (Vinište, 17. ožujka 1952. – Beč, 14. prosinca 2023.) bio je hrvatski književnik i prevoditelj iz Bosne i Hercegovine.

## Životopis
Rođen je 17. ožujka 1952. u selu Viništu kraj Zavidovića u Bosni i Hercegovini. Nakon što je završio klasičnu gimnaziju studirao je filozofiju, teologiju, povijest umjetnosti, germanistiku te jezike na Institutu za književne prevoditelje u Zagrebu i Beču.
Bio je član Društva hrvatskih književnih prevoditelja i Zajednice austrijskih literarnih i stručnih prevoditelja.
Umro je u Beču 14. prosinca 2023. godine.

### Mrežna sjedišta
- Ante Mate Ivandić. Društvo hrvatski književnih prevoditelja
- Sjećanja na Antu Matu Ivandića, književnika i prevoditelja. HKD Napredak